# Henrik Nissen

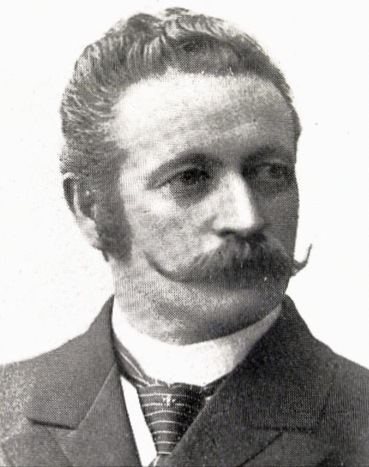
Johannes Henrik Nissen.

Johannes Henrik Nissen, född den 21 april 1848 i Kristiania (nuvarande Oslo), död där den 4 juni 1915, var en norsk arkitekt. Han var son till Hartvig Nissen och bror till Per Schjelderup Nissen.
Nissen etablerade sig efter att ha studerat byggnadskonst vid Bauakademie i Berlin 1869–1874 som praktiserande arkitekt i Kristiania, där han utförde ett stort antal av de mera framstående offentliga och privata byggnaderna från 1800-talets sista fjärdedel (Kristiania handelsgymnasium, "nya" frimurarlogen, Kristiania sparbank, (utrikes-)ministerhotellet med flera), varjämte han projekterade åtskilliga kyrkobyggnader i landet. 
Åren 1885–1899 var Nissen överlärare i arkitektur vid konst- och hantverksskolan. Åren 1904–1906 var han byggnadschef i Aalesund under stadens återuppbyggande och har därjämte varit mycket anlitad i offentliga och representativa värv, bland annat som ordförande i norska arkitekternas landsförening (från 1911).